# レオシュ・スワロフスキー
レオシュ・スワロフスキー（Leoš Svárovský、1961年5月17日 - ）は、旧チェコスロバキアのヤブロネツ・ナド・ニソウ生まれのチェコ人指揮者。

## 経歴
プラハ音楽院を卒業後、フルート奏者として音楽家としての経歴を始め、20歳頃までには独奏者として評価を博した。
指揮者としては、1987年までプラハ芸術アカデミーでヴァーツラフ・ノイマンに学び、プラハ国民歌劇場でズデニェク・コシュラーのアシスタントとしてキャリアを開始した。その後、1991年にはヘルベルト・フォン・カラヤン財団の招きによりザルツブルク音楽祭に参加した。
これまでに、プラハ国立歌劇場の芸術監督・首席指揮者、ブルノ国立フィルハーモニー管弦楽団、ヤナーチェク・フィルハーモニー管弦楽団の首席指揮者などを歴任している。現在は、スロヴァキア・フィルハーモニー管弦楽団の定期客演指揮者、ブルノ・フィルハーモニー協会の名誉会員、セントラル愛知交響楽団の名誉音楽監督を務めている。